# Umi ga Hashiru Endroll
Umi ga Hashiru Endroll (japanisch 海が走るエンドロール) ist eine Manga-Serie von John Tarachine. Sie erscheint seit dem 6. Oktober 2020 im Magazin Mystery Bonita.

## Inhalt
Die Protagonistin, Umiko Chino, ist eine 65-jährige Witwe, die nach dem Tod ihres Mannes beschließt, wieder ins Kino zu gehen. Dort begegnet sie dem jungen Filmstudenten Kai Hamauchi, der sie dazu ermutigt, selbst Filme zu machen. Daraufhin entscheidet Umiko, Film an einer Kunsthochschule zu studieren, wo sie zusammen mit Kai und später auch mit der Influencerin Sora eigene Kurzfilme dreht.

## Veröffentlichung
Die Manga-Serie erscheint seit dem 6. Oktober 2020 im monatlichen Magazin Mystery Bonita. Die Kapitel werden regelmäßig von Akita Shoten in Sammelbänden veröffentlicht.

## Rezeption
In der Rangliste „Kono Manga ga Sugoi!“ belegte Umi ga Hashiru Endroll 2022 den ersten Platz in der Kategorie für weibliche Leserinnen. Im Folgejahr 2023 erreichte der Manga den sechsten Platz derselben Liste. Außerdem wurde er 2022 für den Manga Taishō nominiert und erreichte dort eine Platzierung unter den zehn Finalisten. 2023 und erneut 2025 wurde der Manga für den renommierten Osamu-Tezuka-Kulturpreis nominiert.